# Петровка (Первомайский район, Харьковская область)
Петровка (укр. Петрівка) — село, 
Суданский сельский совет,
Первомайский район,
Харьковская область.
Код КОАТУУ — 6324587006. Население по переписи 2001 года составляет 248 (118/130 м/ж) человек.

## Географическое положение
Село Петровка находится у истоков безымянной пересыхающей речушки, которая через 10 км впадает в Краснопавловское водохранилище.
Село примыкает к посёлку Беляевка.
На расстоянии в 2 км расположены сёла Веселое и Суданка.
Рядом проходит автомобильная дорога Т-2107 и железная дорога, станция Беляевка.

## История
- 1899 — дата основания.

## Экономика
- Молочно-товарная ферма.